# The Hands Resist Him
 (octobre 2024).
Si vous disposez d'ouvrages ou d'articles de référence ou si vous connaissez des sites web de qualité traitant du thème abordé ici, merci de compléter l'article en donnant les références utiles à sa vérifiabilité et en les liant à la section « Notes et références ».
The Hands Resist Him, connu comme le « tableau hanté d'eBay », est un tableau peint par l'artiste californien Bill Stoneham en 1972. Il représente un jeune garçon et une poupée debout devant une porte vitrée contre laquelle de nombreuses mains sont appuyés. Selon l'artiste, le garçon est basé sur une photographie de lui-même à 5 ans, l'embrasure de la porte est une représentation de la démarcation entre le monde éveillé et le monde des rêves et des possibilités, et la poupée est un guide qui escortera ce jeune homme au travers. Les mains elles-mêmes représentent les vies alternatives ou les possibilités. 
Cette peinture est devenue une légende urbaine et un mème internet en février 2000, quand il était disponible sur eBay accompagné d'une trame de fond élaborée disant qu'il était hanté.